# Myxodagnus belone
Myxodagnus belone är en fiskart som beskrevs av Böhlke, 1968. Myxodagnus belone ingår i släktet Myxodagnus och familjen Dactyloscopidae. Inga underarter finns listade i Catalogue of Life.